# 日立 あしたP-KAN気分!
『日立 あしたP-KAN気分!』（ひたち あした ピーカンきぶん）は、1992年1月12日から1994年3月20日まで日本テレビ系列局ほかで放送されていた日本テレビ製作のバラエティ番組である。

## 概要
当初は視聴者から気象関連の疑問・質問をFAXで募集し、それに番組が答えるという内容で放送されていた。その当時はスタジオに観客を招いての公開生放送を行っていた。『日立 地球トライアル→紳助の日立地球トライアル』から引き続き日立グループの単独提供番組であり、エンディング前には日立の樹が放送されていた。
その後、19時台は54分番組の『投稿!特ホウ王国』となったが、スポンサーダイヤはそのまま引き継いだため、『特ホウ王国』の後半30分を日立グループの一社提供で継続した。ただし、日立の樹の放送は97年9月末をもって終了。翌10月からは日立製作所がスポンサーとなり、『ザ!鉄腕!DASH!!』放送期間中の2009年9月まで提供した。

## 出演者

### 司会
- 生島ヒロシ（1992年1月 - 1994年3月） - 番組第1回冒頭の第一声は、「美川さん見てますか?」だった。
- 小牧ユカ（1992年1月 - 1992年9月） - 1990年3月に『面白スタジアム』を降板して以来のバラエティ番組起用となった。
- 井森美幸（1992年10月 - 1994年3月） - 小牧の後任として出演。

### レギュラー
- 木原実（1992年1月 - 1992年9月） - 気象予報士。
- そのまんま東（1992年10月 - 1993年9月） - 現在は「東国原英夫」名義でかつては宮崎県内の議員のちに県知事を務めた。
- 岡本夏生（1992年10月 - 1993年9月）
- 中山秀征（1992年10月 - 1993年9月）

## エンディングテーマ
- 「最後の雨」中西保志（1992年10月 - 1994年3月、日本コロムビアinterfaceレーベル）

## スタッフ
- 構成：長須良一、岩立良作、藤堂平助、島津篤志
- 音楽：斉藤ノブ（NOVON）
- ナレーター：関口伸
- TP：加田直彦（日本テレビ）
- TD：安波次夫（日本テレビ）
- SW：村上新郷
- カメラ：泉博司
- 音声：中村一男
- VE：梅津孝一
- 照明：渡辺一成
- 美術：高野豊、磯村英俊、黒木遠志、高野雅裕
- 音効：江藤純
- TK：宮本美智子
- 編集：塚原匡人
- MA：大和田弘幸
- 広報：松村紀子（日本テレビ）
- デスク：吉田和香
- リサーチ：羽柴千晶
- 協力：オフィスティーワイ
- ディレクター：山口博之（えすと）、安藤正臣（日本テレビ）
- 演出：長田稔（えすと）
- プロデューサー：桜田和之（日本テレビ）、末武小四郎・阿河朋子（共にえすと）
- 制作協力：えすと
- 製作著作：日本テレビ

## ネット局
系列は番組放送終了時（1994年3月）のもの。沖縄テレビ以外は同時ネット。
| 放送対象地域   | 放送局             | 系列                                         | 備考                                                 |
| -------------- | ------------------ | -------------------------------------------- | ---------------------------------------------------- |
| 関東広域圏     | 日本テレビ         | 日本テレビ系列                               | 製作局                                               |
| 北海道         | 札幌テレビ         | 日本テレビ系列                               |                                                      |
| 青森県         | 青森放送           | 日本テレビ系列                               |                                                      |
| 岩手県         | テレビ岩手         | 日本テレビ系列                               |                                                      |
| 宮城県         | ミヤギテレビ       | 日本テレビ系列                               |                                                      |
| 秋田県         | 秋田放送           | 日本テレビ系列                               |                                                      |
| 山形県         | 山形テレビ         | フジテレビ系列                               | 1993年3月21日まで                                    |
| 山形県         | 山形放送           | 日本テレビ系列                               | 1993年4月4日から                                     |
| 福島県         | 福島中央テレビ     | 日本テレビ系列                               |                                                      |
| 新潟県         | テレビ新潟         | 日本テレビ系列                               |                                                      |
| 長野県         | テレビ信州         | 日本テレビ系列                               |                                                      |
| 山梨県         | 山梨放送           | 日本テレビ系列                               |                                                      |
| 静岡県         | 静岡第一テレビ     | 日本テレビ系列                               |                                                      |
| 富山県         | 北日本放送         | 日本テレビ系列                               |                                                      |
| 石川県         | テレビ金沢         | 日本テレビ系列                               |                                                      |
| 福井県         | 福井放送           | 日本テレビ系列 テレビ朝日系列                |                                                      |
| 中京広域圏     | 中京テレビ         | 日本テレビ系列                               |                                                      |
| 近畿広域圏     | よみうりテレビ     | 日本テレビ系列                               |                                                      |
| 鳥取県・島根県 | 日本海テレビ       | 日本テレビ系列                               |                                                      |
| 広島県         | 広島テレビ         | 日本テレビ系列                               |                                                      |
| 山口県         | 山口放送           | 日本テレビ系列                               | 1993年9月まではテレビ朝日系列とのクロスネット局      |
| 徳島県         | 四国放送           | 日本テレビ系列                               |                                                      |
| 香川県・岡山県 | 西日本放送         | 日本テレビ系列                               |                                                      |
| 愛媛県         | 南海放送           | 日本テレビ系列                               |                                                      |
| 高知県         | 高知放送           | 日本テレビ系列                               |                                                      |
| 福岡県         | 福岡放送           | 日本テレビ系列                               |                                                      |
| 長崎県         | 長崎国際テレビ     | 日本テレビ系列                               |                                                      |
| 熊本県         | くまもと県民テレビ | 日本テレビ系列                               |                                                      |
| 大分県         | テレビ大分         | 日本テレビ系列 フジテレビ系列                | 1993年9月まではテレビ朝日系列との3系列クロスネット局 |
| 宮崎県         | テレビ宮崎         | フジテレビ系列 日本テレビ系列 テレビ朝日系列 | [ 5 ]                                                |
| 鹿児島県       | 鹿児島テレビ       | 日本テレビ系列 フジテレビ系列                | [ 5 ] [ 6 ]                                          |
| 沖縄県         | 沖縄テレビ         | フジテレビ系列                               |                                                      |